# Xe tăng chủ lực Type 80/88
Type 80 (tiếng Trung: 80式; bính âm: BālíngShì) và Type 88 (tiếng Trung: 88式; bính âm: Bābāshì) là dòng xe tăng chiến đấu chủ lực thế hệ hai của Trung Quốc. Chúng còn có tên định danh ZTZ80 & ZTZ88.

## Lịch sử
Những năm 1970 xe tăng chiến đấu chủ lực chiếm phần lớn trong trang bị Lục quân Trung Quốc là Type 59, một phiên bản copy của xe tăng hạng trung T-54, đã trở nên lỗi thời so với các loại xe tăng của Liên Xô và phương Tây. Quân Giải phóng nhân dân Trung Quốc đã đưa ra yêu cầu phát triển loại xe tăng mới kết hợp thân xe thiết kế kiểu Liên Xô và công nghệ của phương Tây, dẫn đến sự ra đời của xe tăng Type 69 hạng trung, với hệ thống laser đo khoảng cách cùng với hệ thống ổn định nòng pháo hai trục. Tuy nhiên, Type 69 đã không đáp ứng được các yêu cầu của PLA và chỉ thành công khi xuất khẩu với biên chế trong nước hạn chế. Ngay cả khi đó, Type 69 hầu như không thể đáp ứng được các yêu cầu của các nước khách hàng xuất khẩu. Quá trình phát triển xe tăng tiếp theo đã bắt đầu và dẫn đến các nguyên mẫu Type 80 và xe tăng Al-Khalid.

### Type 80 và Type 85
Xe tăng Type 80 bắt đầu được phát triển vào năm 1978, dựa trên nền tảng thu được trong quá trình phát triển xe tăng Type 69. Quá trình phát triển diễn ra tại Nhà máy số 617 và Viện 201, Nhà máy số 447 và 616 cũng tham gia. Đây là kiểu xe tăng chiến đấu chủ lực đầu tiên của Trung Quốc. Xe tăng Type 80 chỉ dừng ở nguyên mẫu mà không được sản xuất loạt, nhưng nó là nền tảng cho sự ra đời của dòng xe tăng tiên tiến hơn như Type 80-I, Type 80-II và Type 85. Xe tăng Type 80 sử dụng tháp pháo trang bị cho xe tăng Type 79 nhưng có giáp trước dày hơn.
Xe tăng Type 80-II là nguyên mẫu dự kiến để xuất khẩu nhưng không thu hút được sự quan tâm của các nước. Khi được gửi ra nước ngoài để thử nghiệm, động cơ của xe tăng Type 80-II không hoạt động tốt. Trong một cuộc thử nghiệm giữa xe tăng Type 80-II và AMX-32, xe tăng Type 80-II mất tới 8 giờ để thay động cơ, trong khi xe tăng AMX-32 chỉ mất một giờ.. Điều này thúc đẩy các kỹ sư của Norinco phát triển một loại xe tăng xuất khẩu Type 85 hoàn toàn mới trên khung xe Type 80. Họ đã thực hiện điều này bằng cách ghép một tháp pháo hàn mới trái ngược với tháp pháo đúc ban đầu của xe tăng Type 80. Do những hạn chế về xuất khẩu, Trung Quốc không thể sử dụng pháo 105mm nhập khẩu trên xe tăng Type 85. Điều này dẫn đến sự phát triển của loại pháo 105mm do Trung Quốc tự thiết kế. Loại xe tăng mới được tiếp thị dưới tên gọi Xe tăng chiến đấu chủ lực "Storm" và sau đó được đặt tên trong nước là Type 85. Tuy nhiên ban đầu xe tăng Storm vẫn không nhận được sự quan tâm của các khách hàng tiềm năng, dẫn đến một loạt các cải tiến bảo gồm thay thế động cơ 730 hp bằng động cơ 800 hp và sử dụng hộp số bán tự động. Những cải tiến đã nâng cấp Type 85 thành Type 85-II/Storm-II. The Type 85-II và đã gây sự chú ý của Pakistan và cuối cùng việc xuất khẩu xe tăng được thực hiện với tên gọi Type 85-IIAP/Type 85-IIM.

### Type 88
Không có nguyên mẫu Type 80 nào được đưa vào sử dụng trong nước.
Biến thể Type 80 được PLA đưa vào biên chế được gọi là Type 88. Về mặt hình thức trông giống Type 80-II. Các phiên bản cải tiến được gọi là Type 88B và Type 88A sau đó được đưa vào biên chế. Cả hai phiên bản đều sử dụng cùng một khung gầm và tháp pháo tròn nhưng có sự khác biệt về hỏa lực và hệ thống kiểm soát hỏa lực cũng như khả năng lắp giáp phản ứng nổ (ERA).
Phiên bản Type 85-III được chỉ định là Type 88C để sản xuất trong nước. Type 88C được đổi tên thành xe tăng Type 96 và được nâng cấp thêm vào những năm 1990 và 2000.
Tính đến năm 2021, phiên bản Type 88A vẫn được trang bị cho PLA.

## Thiết kế

### Tổng quan
Tổng công trình sư thiết kế xe tăng Type 80 là Fang Wei Xian, cũng là người đã đảm nhận thiết kế xe tăng Type 69 và dòng xe tăng Type 90.
Xe tăng Type 80 là sự kết hợp của khung gầm xe tăng Type 69/79 theo kiểu Liên Xô với công nghệ của phương Tây. Giống như dòng Type 69, ban đầu thiết kế của Type 80 có tháp pháo dạng bán cầu tương tự như xe tăng T-54/55. Một điểm tương đồng khác là người lái ngồi ở phần trước bên trái của thân xe. Tuy nhiên, Type 80 sử dụng pháo L7 sản xuất theo License tại Trung Quốc thay vì pháo 100 mm D-10 Liên Xô.
Dòng xe tăng Type 80 đánh dấu bước chuyển mình lớn của xe tăng do Trung Quốc chế tạo. Bắt đầu từ Type 85, chiếc xe tăng đầu tiên của Trung Quốc sử dụng tháp pháo kiểu hàn cho phép dễ dàng sử dụng giáp phức hợp. Đây cũng là lần đầu tiên Trung Quốc sử dụng thiết kế sáu hàng bánh xích thay vì 5 hàng để xe tăng di chuyển mượt mà hơn ở tốc độ cao. Xe tăng Type 80 cũng là loại xe tăng đầu tiên của Trung Quốc sử dụng giáp kiểu composite. Giáp này sau cũng được tích hợp lên xe tăng Type 85. Type 85-III là phiên bản xe tăng sử dụng cả giáp composite và giáp phản ứng nổ (ERA).
Xe tăng Type 85-I (Storm-1) có thiết kế tháp pháo hàn mới góc cạnh thay vì hình bát úp quen thuộc. Type 85IIAP/M là xe tăng đầu tiên trong dòng được trang bị pháo nòng trơn 125 mm.

### Trang bị vũ khí
Type 80 là nền tảng cho việc thử nghiệm pháo ZPL-79 105 mm. Trên các xe tăng Type 88 & Type 88B, vũ khí chính là pháo ổn định hai mặt phẳng ZPL-83 và ZPL-83A 105 mm với bộ phận hút khói ở giữa. Trên xe tăng Type 88A, pháo chính được thay đổi bằng pháo ZPL-94, có nòng dài gấp 62 lần cỡ, cho phép bắn xa hơn, độ chính xác cao hơn, và có khả năng bắn tên lửa dẫn đường bằng laser qua nòng pháo. Pháo chính có khả năng nâng hạ nòng trong khoảng từ -5 tới 18 độ và tháp pháo quay chỉnh điện có tốc độ quay 20°/s theo phương ngang và 6°/s theo phương thẳng đứng. Pháo chính trên xe tăng Type 80 được nạp đạn thủ công, tốc độ bắn khoảng 7 phát/phút. Trên xe tăng Type 88B, một hệ thống hỗ trợ nạp đạn được giới thiệu để giúp pháo thủ nạp đạn nhanh hơn và dễ dàng hơn với tốc độ bắn tối đa 13 viên mỗi phút..
Vũ khí phụ cho tất cả các biến thể đều giống nhau, bao gồm một súng máy hạng nặng Kiểu 59 12,7 mm gắn trên nóc tháp pháo và một súng máy đồng trục Kiểu 59 7,62 mm. Trên mỗi xe tăng Kiểu 80 và Kiểu 88 có thể chứa 44 viên đạn cho súng chính. Trên Kiểu 88B và Kiểu 88A, xe tăng có giá đạn được thiết kế lại với 48 viên. Súng máy hạng nặng 12,7 mm có 300 viên đạn, trong khi súng máy đồng trục có 2250 viên đạn.

### Hệ thống điện tử
Xe tăng Type 80 được trang bị hệ thống định tầm bằng laser, máy tính đạn đạo, nguồn điện hỗ trợ, cảm biến góc, tốc độ mục tiêu và cảm biến vị trí súng. Kính tiềm vọng của lái xe và kính ngắm của pháo thủ được trang bị thiết bị nhìn đêm thụ động (thế hệ thứ nhất), kính tiềm vọng ban ngày. Xa trưởng được trang bị một kính tiềm vọng quay và bốn kính tiềm vọng quan sát bổ sung. Lái xe và người nạp đạn có kính tiềm vọng riêng. Chỉ huy có thể điều khiển hướng tháp pháo. Ở phiên bản Type 80-I đã thay thế máy đo khoảng cách laser bên ngoài bằng kính ngắm pháo thủ đa chức năng tích hợp. Kính ngắm của pháo thủ được nâng cấp lên kính ngắm nhìn đêm thụ động thế hệ thứ hai.
Xe tăng Type 88 có thêm cải tiến hệ thống điều khiển hỏa lực Type 37A. Type 37A tích hợp kính ngắm của pháo thủ với kính ngắm ngày, kênh nhìn đêm thụ động và máy đo khoảng cách laser. Kính ngắm khẩn cấp ban ngày trên Type 80 được giữ nguyên. Hệ thống kiểm soát hỏa lực mới có máy tính đạn đạo cải tiến, hệ thống liên lạc vô tuyến mới, bộ ổn định 2 trục, phần mềm tự chẩn đoán và thiết bị nhìn đêm thụ động thế hệ thứ hai cho lái xe và pháo thủ.
Xe tăng Type 88B và Type 88A được trang bị hệ thống kiểm soát hỏa lực ISFCS-212 cải tiến, với lái xe, pháo thủ và chỉ huy đều có thể tiếp cận các thiết bị nhìn đêm thụ động thế hệ thứ 2. Kính ngắm của pháo thủ được ổn định. Type 88A và phiên bản Type 88B sau này có kính ngắm của pháo thủ được thay thế bằng các thiết bị ảnh nhiệt. Hệ thống điều khiển hỏa lực trên xe tăng Type 88B và Type 88A cho phép chỉ huy xác định và tấn công mục tiêu thông qua kính tiềm vọng quang học gắn trên cửa sập của chỉ huy.

### Bảo vệ
Kể từ Type 80, xe tăng đã được bảo vệ bằng các tấm giáp phức hợp gắn phía trước tháp pháo và giáp váy phức hợp cao su/kim loại. Tháp pháo của Type 80/88 vẫn được làm bằng giáp cán đồng nhất, ngoại trừ dòng Type 85, được chế tạo bằng các lớp giáp tổng hợp và tháp pháo hàn.
Nguyên mẫu ban đầu của Type 80 đã cắt bỏ tháp pháo đúc phía trước để tăng tầm nhìn cho pháo thủ, tương tự như xe tăng Type 59. Điều này đã bị loại bỏ trong các mẫu Type 80-I và Type 88 do bố trí kính tiềm vọng gắn trên nóc và kính ngắm kiểm soát hỏa lực.
Tất cả các phiên bản xe tăng Type 80/85/88 đều được trang bị sơn ngụy trang cách nhiệt, hệ thống bảo vệ NBC cho tất cả thành viên trong xe, hệ thống lọc không khí và thông gió, hệ thống chữa cháy tự động, và 2 bộ bốn ống phóng lựu đạn khói 76mm.

### Tính cơ động
Type 80 và Type 88 được trang bị động cơ Diesel 12150ZL công suất 730 hp (537 kW). Tốc độ tối đa trên đường trường đạt 57 km/h và tốc độ trung bình trên địa hình là 32 km/h. Tỉ lệ công suất/khối lượng khoảng 18,9 hp/tấn. Hệ thống truyền động có 5 số tiến và 1 số lùi. Tầm hoạt động tối đa 500 km vượt dốc tối đa 61% và địa hình nghiêng 58%. Xe có khả năng vượt qua tường cao 0,8 m và hào rộng 2,7 m.

## Các phiên bản
Trong quá trình phát triển xe tăng của Trung Quốc, hậu tố M hay II được dùng để chỉ phiên bản chủ yếu dùng để xuất khẩu. Xe tăng sử dụng trong nước sẽ có tên gọi Type riêng hoặc hậu tố "I" như giải thích bên dưới.

### Type 80
Type 80/Type 80-I
Type 80-II

### Type 85/Storm
Type 85-I
Type 85-II
Type 85-IIA/M
Type 85-III
Type-85UG

### Type 88
Type 88
Type 88B
Type 88A
Type 88C

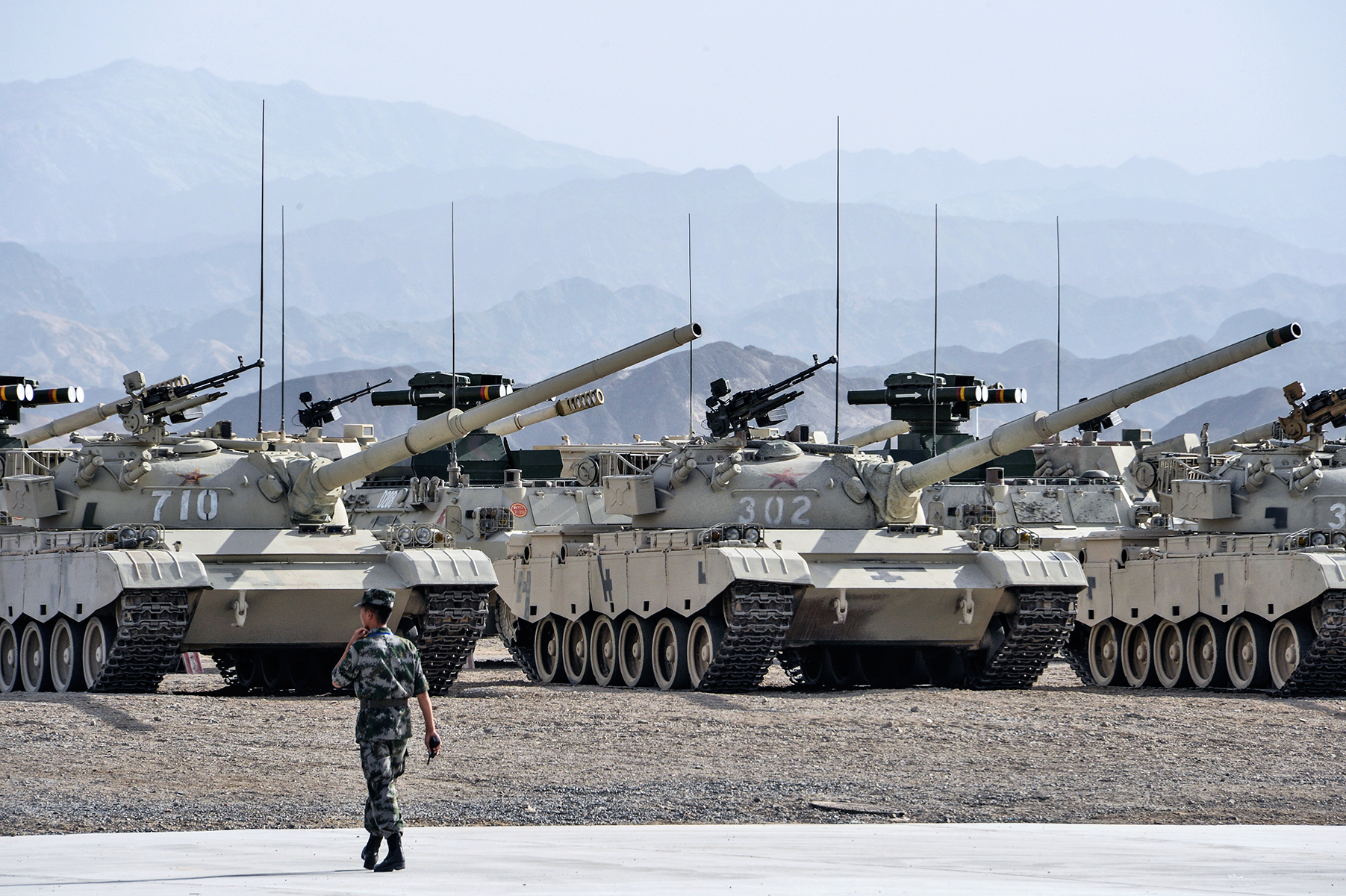
Xe tăng Type 88A
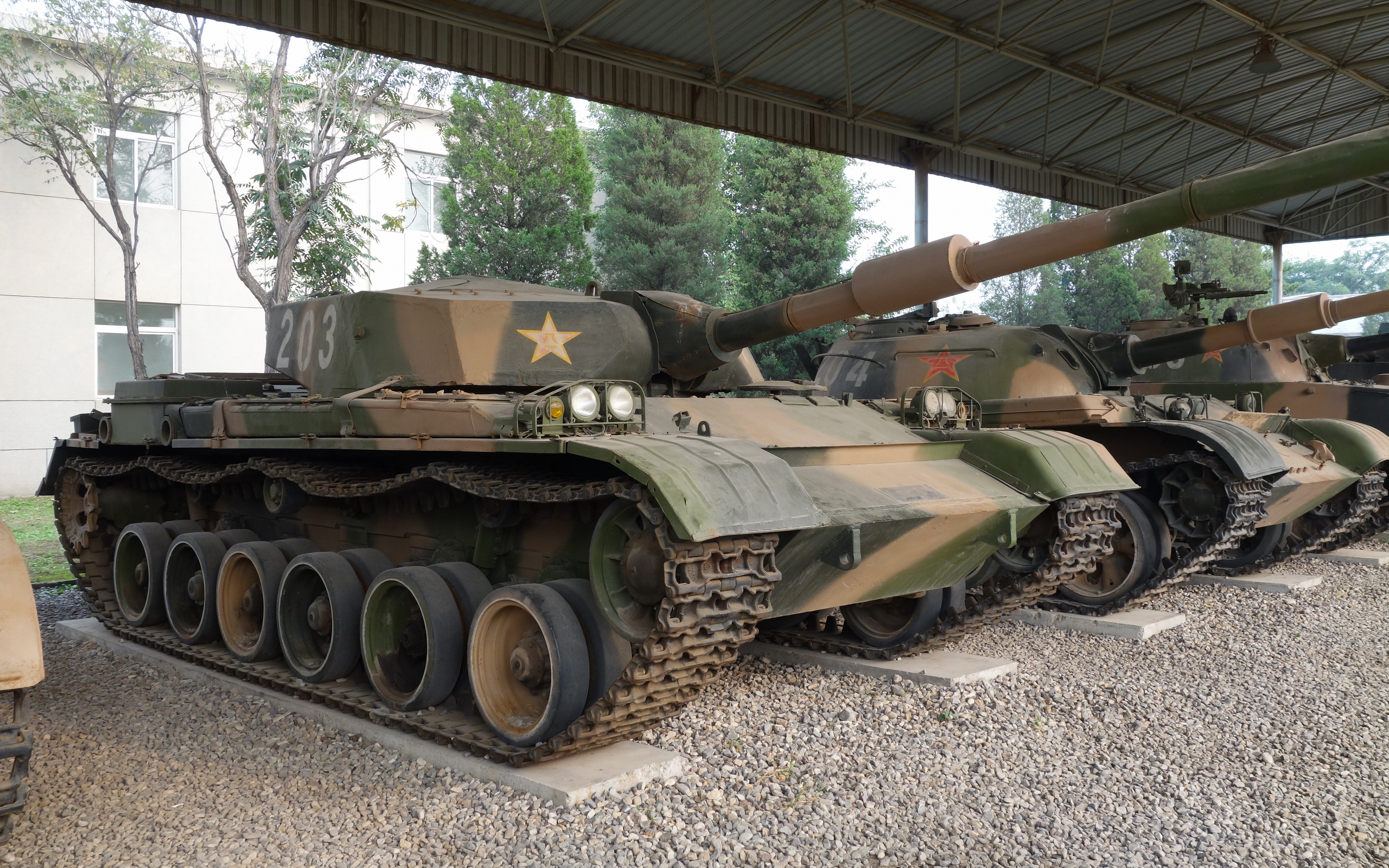
Xe tăng Storm-1/Type 85-I. Được chế tạo để xuất khẩu, không được sản xuất số lượng lớn.
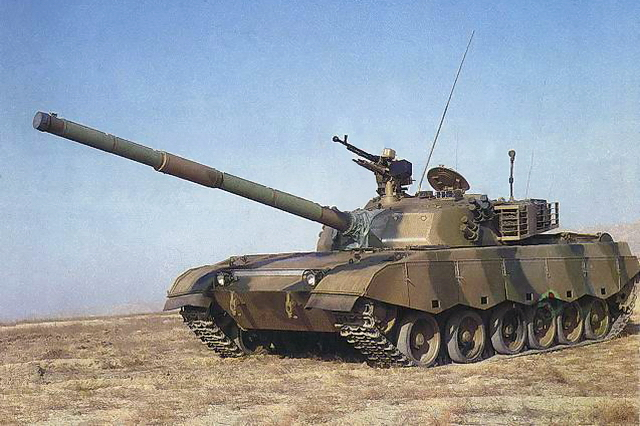
Phiên bản Type 85-IIM trang bị pháo 125mm
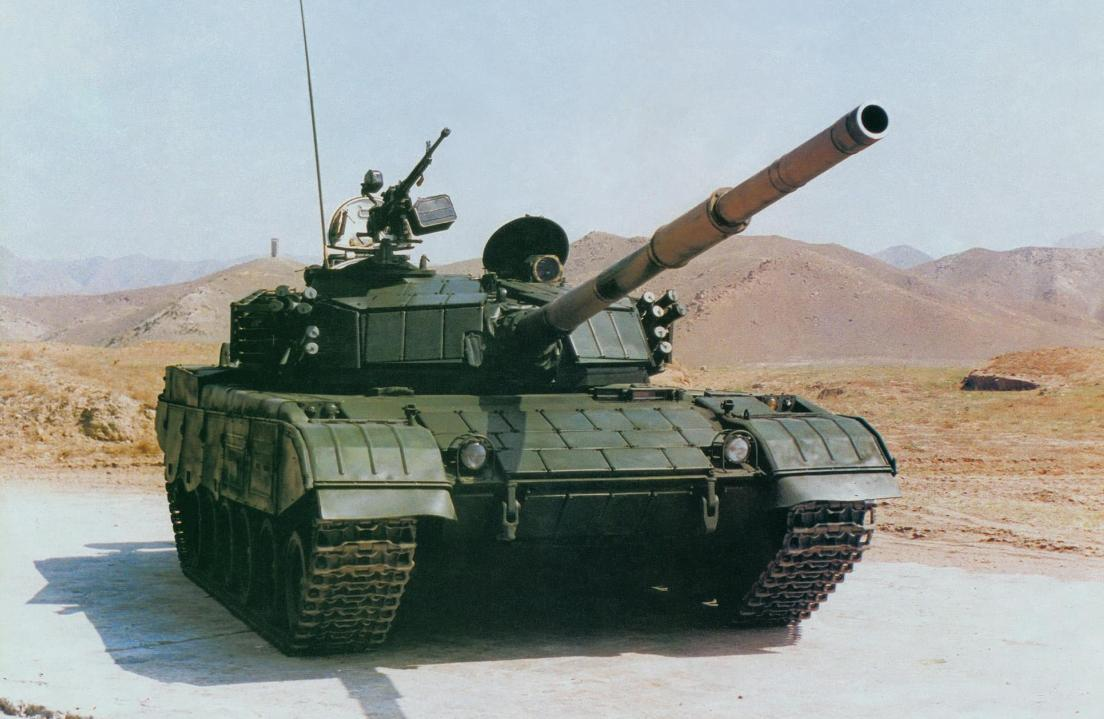
Type 85-ІІІ

## Sử dụng
Trung Quốc
300 Type 88A/B tính đến  năm 2020.
 Pakistan
268 Type 85-IIAP tính đến  năm 2024.

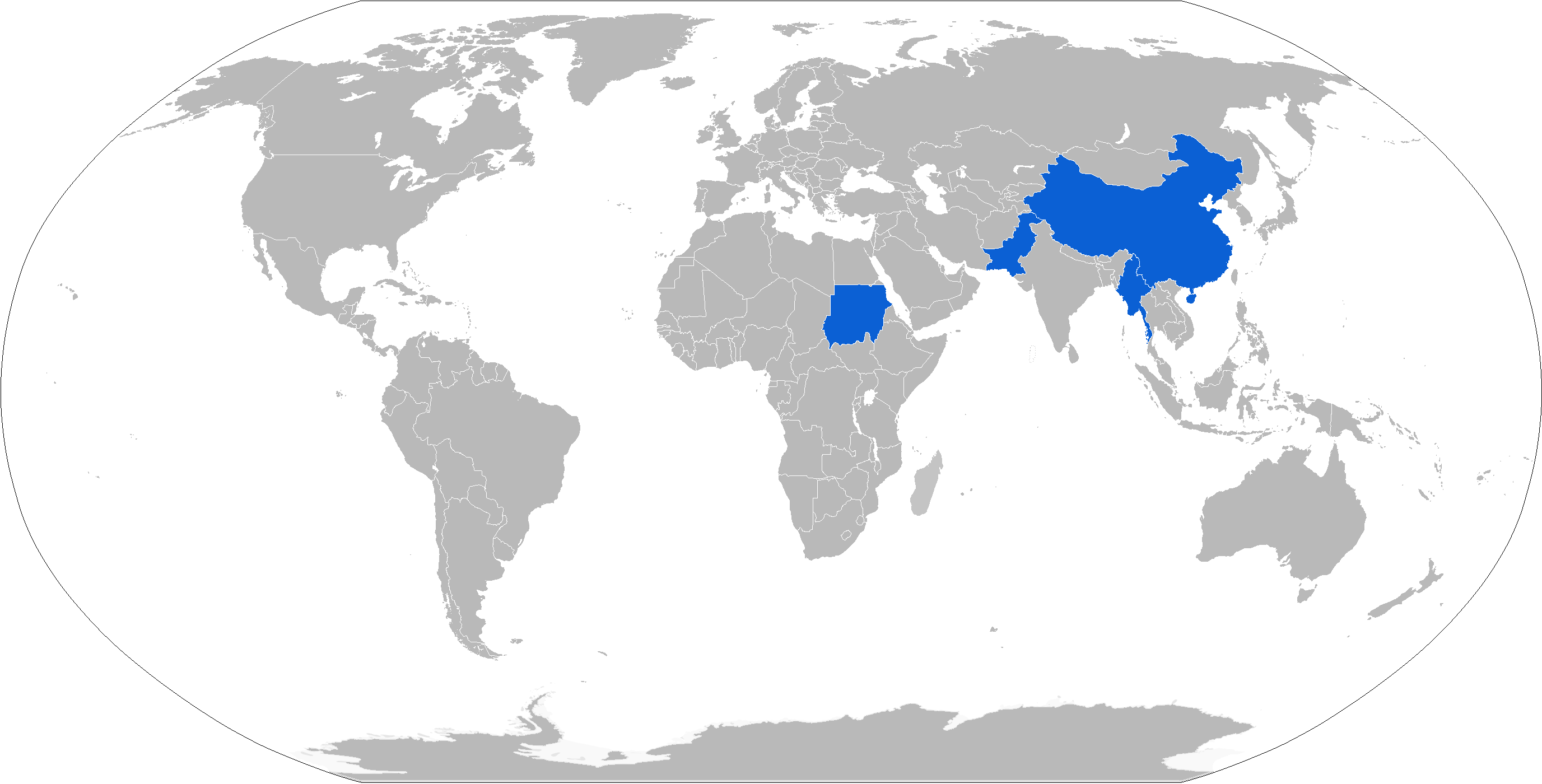
Map of Type 88-85 operators in blue with former operators in red

Đang được nâng cấp lên chuẩn Type-85UG/T-85UG.
 Sudan
10 Type 85-II-M (Al-Bashir) tính đến  năm 2020.
 Uganda
~5 Type 85-II-M nhận vào năm 2008.